# Городок (Буда-Кошелёвский район)
Городо́к (бел. Гарадок) — посёлок в Чеботовичском сельсовете Буда-Кошелёвского района Гомельской области Беларуси.
Поблизости есть залежи глины.

## География

### Расположение
В 5 км на северо-запад от районного центра и железнодорожной станции Буда-Кошелёвская (на линии Жлобин — Гомель), 53 км от Гомеля.

## Транспортная сеть
Транспортные связи по просёлочной, затем автомобильной дороге Жлобин — Гомель. Планировка состоит из короткой прямолинейной, близкой к меридиональной ориентации улицы. Застроена деревянными домами усадебного типа.

## История
Основан в конце XIX века. По переписи 1897 года рядом находился фольварк, в Чеботовичской волости. В 1909 году 182 десятин земли, в Недайской волости Рогачёвского уезда Могилёвской губернии. У помещика в собственности находилось 929 десятин земли.
В 1926 году располагалось почтовое отделение. В 1931 году жители посёлка вступили в колхоз. В 1959 году в составе совхоза «Чеботовичи» (центр — деревня Чеботовичи).

## Население

### Численность
- 2004 год — 6 хозяйств, 12 жителей.

### Динамика
- 1897 год — 1 двор, 8 жителей (согласно переписи).
- 1909 год — 7 дворов, 42 жителя.
- 1926 год — 17 дворов, 89 жителей.
- 1959 год — 86 жителей (согласно переписи).
- 2004 год — 6 хозяйств, 12 жителей.

## Достопримечательность
- Памятный знак в центре посёлка

## Галерея

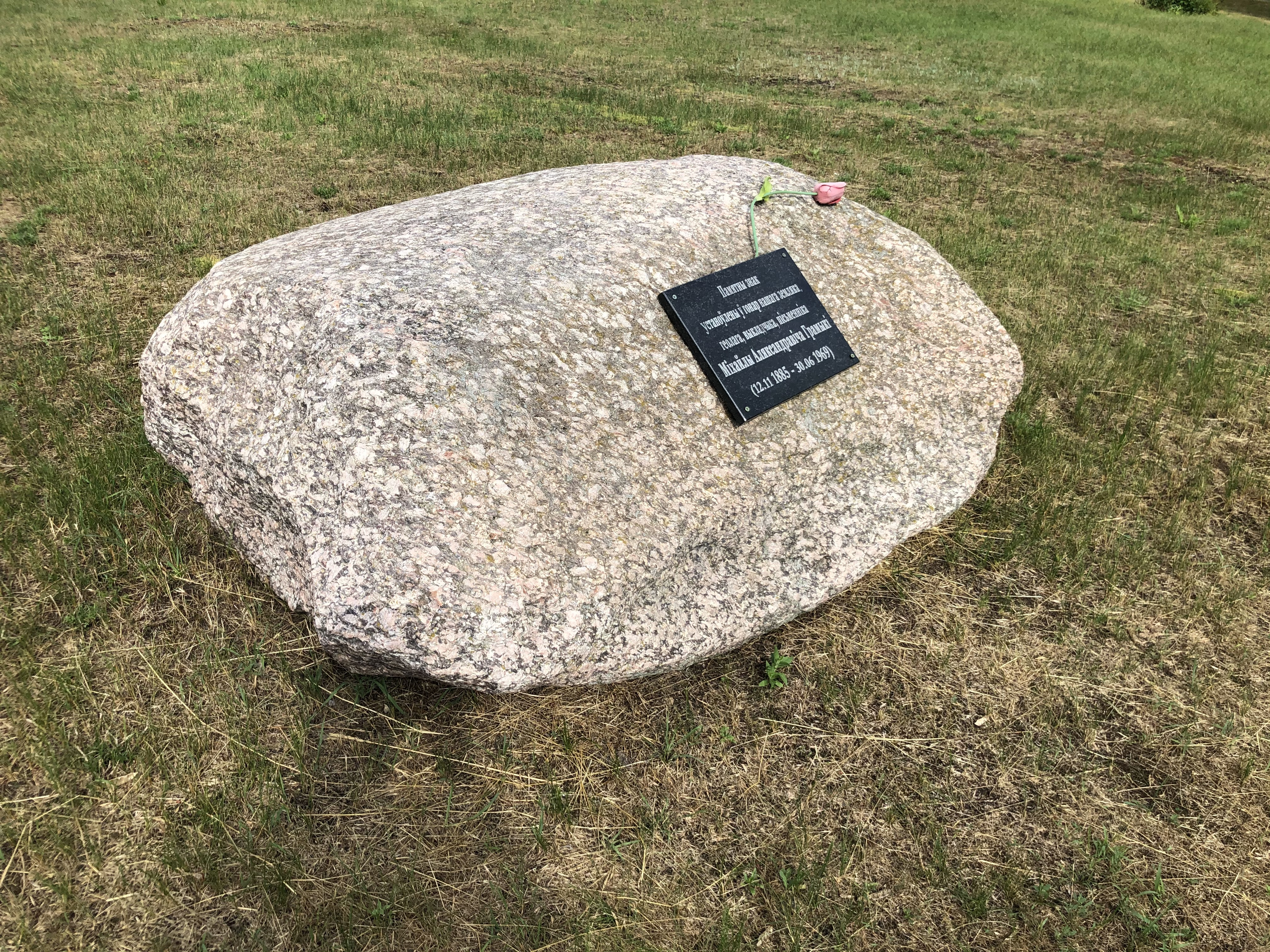
Памятный знак, в центре посёлка